# Tribal Fusion
Tribal Fusion是美國一家以網上廣告為主要業務的公司。截至2005年9月為止，公司聲稱已向互聯網上1.1億位網民發佈了10億個廣告。Tribal Fusion與網上出版伙伴合作，為廣告客戶提供放置廣告的位置。他們的銷售形式，主要以網站為基礎，並輔以特定客戶群。
Tribal Fusion與網上另外兩家知名的網上廣告公司DoubleClick及Clarinet被合稱為網上最令人討厭的三大廣告公司。而Tribal Fusion的動態廣告雖然有時對用戶很吸引，但更多時候的內容要不是很暴力，就是很擾人。現時，有部份防毒軟件（例如：Panda Software的Active Scan）就把Tribal Fusion的cookies列為間諜軟件。

## 外部連結
- Tribal Fusion公司主頁（页面存档备份，存于）
- AdBalance
- Websitepublisher
- Internetadsales
- 77u